# 雁州塔
雁州塔，位于中国广东省梅州市丰顺县砂田镇占头中村，为丰顺县文物保护单位，类型为古建筑，公布时间为1995年6月。
雁州塔的历史年代为清代。1995年6月，丰顺县人民政府认定其为丰顺县文物保护单位。